# Анимагус
Анимагус је, у универзуму Харија Потера, чаробњак или вештица која може да се преобрази у неку животињу. Један анимагус се може преобразити само у једну животињу. По закону Министарства магије анимагуси морају бити регистровани, мада има и илегалних (Рита Скитер, Сиријус Блек, Џејмс Потер, Питер Петигру).